# بروس كورك
بروس كورك (؟-1994) (بالإنجليزية: Bruce Cork)‏ فيزيائي أمريكي وهو مكتشف مضاد النيوترون سنة 1956 حينما كان يعمل في مختبر لورنس بيركلي الوطني.